# Nate Diaz
Nathan Donald Diaz (født 16. april 1985 i Stockton, Californien i USA), er en amerikansk MMA-udøver som konkurrerer i i organisationen Ultimate Fighting Championship. Han har også konkurreret i World Extreme Cagefighting, Pancrase og Strikeforce. Diaz vandt den femte sæson af The Ultimate Fighter. Diaz har sort bælte i Brasiliansk Jiu-jitsu.
Han har en storebror, Nick Diaz, som også er fremgangrig indenfor sporten.
han har bemærkelsesværdige sejre over store navne som Conor McGregor, Donald Cerrone, Gray Maynard og Takanori Gomi. Diaz er også lige med Joe Lauzon i forhold til flest UFC-bonus-priser, med 15 i alt. Nate Diaz, sammen Conor McGregor, har rekorden for den højeste UFC Pay Per View købsrate nogensinde med UFC 202.

## Baggrund
Diaz blev født og opvoksede i Stockton, Californien. Han er af engelsk og mexicansk afstamning. Han gik på Tokay High School og i en alder af 11 begyndte han at træne mixed martial arts (MMA) med sin bror Nick.

## Karriere
Diaz havde sin professionelle MMA-debut den 21. oktober 2004 mod Alejandro Garcia på WEC 12 og vandt kampen via submission.

### Ultimate Fighting Championship

#### The Ultimate Fighter 5
Han fik de kommende år yderligere 6 kampe inden han i 2007 blev udtaget til 5. sæson af The Ultimate Fighter hvor 16 letvægtere konkurrerede om en kontrakt med organisationen UFC. Diaz vant kontrakten efter sejre mod blandt andre Gray Maynard og Manvel Gamburyan.
Efter dette fik Diaz yderligere 20 kampe i UFC, med sejre mod blandt andre Takanori Gomi, Donald Cerrone, Gray Maynard oh Michael Johnson. Diaz mødte den daværende letvægtsmester Benson Henderson på UFC on Fox 5 i en titelkamp den 8. december 2012 og tabte en ensidig forestilling på dommerstemmerne. 3 uger før kampen havde Diaz underskrevet en 8-kamps-kontrakt med UFC
Diaz mødte Conor McGregor i en kamp i weltervægt den 5. marts 2016 på UFC 196. McGregor skulle have mødt Rafael dos Anjos i en titelkamp i letvægt men Dos Anjos tvunget til at trække sig da han havde brækket foden under træning med mindre end to uger tilbage til kampen. Diaz vandt via submission i 2. omgang. Dette gav Diaz sin 9. submissionsejr i UFC, hvilket var næstflest i ligaen efter Royce Gracie. Begge kæmpere blev belønnet med Fight of the Night-prisen og Diaz fik også Performance of the Night-prisen.
I juni 2016 blev det klart at Diaz og McGregor skulle mødes i en omkamp den 20. august 2016 på UFC 202. McGregor vandt kampen via en tæt afgørelse. Opgøret blev endnu engang belønnet med Fight of the Night-prisen.

## Privatliv
Diaz' bror Nick Diaz er også en professional MMA-kæmper, der konkurrerer i UFC. Begge Diaz brødre er fortalere for cannabis. De driver på nuværende tidspunkt en Brasiliansk Jiu-jitsu-skole i Lodi, Californien (Gracie Fighter 209). Han har været veganer siden han var 18 år. Den 20. juni, 2018, blev det offentliggjort at Diaz' kæreste havde født deres datter.

## Priser, rekorder og hærder
- Ultimate Fighting Championship
  - The Ultimate Fighter 5 vinder
  - Fight of the Night (8 gange)
  - Knockout of the Night (1 gang)
  - Performance of the Night (1 gang)
  - Submission of the Night (5 gange)
  - Lige med (Joe Lauzon) for flest kamp-bonus-priser i UFC's historie (15)
- MMAJunkie.com
  - 2016 March Fight of the Month vs. Conor McGregor[27]
  - 2016 August Fight of the Month vs. Conor McGregor[28]
- Sherdog
  - 2011 All-Violence First Team[29]
- Wrestling Observer Newsletter
  - 2016 Feud of the Year vs. Conor McGregor[30]